# Tulpen aus Amsterdam
Tulpen aus Amsterdam ist ein Lied im Walzerstil aus dem Jahr 1956 von dem deutschen Komponisten Ralf Arnie.

## Entstehung
Der Text stammt von Klaus Günter Neumann und dem Textschreiber Ernst Bader. Der deutsche Schauspieler und Interpret Neumann schrieb das Lied im Jahr 1953 nach einem Auftritt im Amsterdamer Tuschinski-Theater, nachdem er die Tulpenfelder in Keukenhof besichtigt hatte. Kurz danach schrieb er die ersten Liedverse, sein Herausgeber war jedoch nicht sehr angetan und so unterblieb zunächst eine weitere Verwendung. 1956 bemerkte der Liederschreiber Ernst Bader den Text und schrieb ihn um. Er fragte den Komponisten Arthur Niederbremer (der unter den Pseudonymen Dieter Rasch und Ralf Arnie arbeitete) und dieser vertonte das Lied, inspiriert durch den „Blumenwalzer“ aus Tschaikowskis Nussknacker-Suite.
Ursprünglich war diese erste Version für den Schlagersänger Gerhard Wendland vorgesehen, die erste Aufnahme erfolgte jedoch 1956 zugleich in der deutschen und niederländischen Version (Tulpen uit Amsterdam) durch den belgischen Sänger Jean Walter. Der Text der niederländischen Version stammt von Jos Dams und Leo Camps. Die Version wurde ein Hit in Europa, 1957 gab es eine englische Version durch Gene Martyn, gesungen von dem englischen Unterhaltungskünstler Max Bygraves.

## Verbreitung und Interpretationen
Das Lied wurde mehrfach interpretiert, eine der bekanntesten Versionen ist von Mieke Telkamp von 1959. Zehn Jahre später kam es von Wilma Landkroon heraus. 
1970 sangen der niederländische Entertainer Rudi Carrell und der Kinderstar Heintje eine parodistische Version des Liedes, bei der die große Anzahl von Unterhaltungskünstlern aus den Niederlanden thematisiert wird, die in Deutschland tätig sind („Nulpen aus Amsterdam“). 1974 erschien eine Aufnahme von Roy Black und den Fischer-Chören. Das Lied erklang in der Münchner Allianz Arena, wenn der niederländische Fußballer Arjen Robben für den FC Bayern München ein Tor schoss.
In der niederländischen Version ist die Reihenfolge der Tulpenfarben aus Reimgründen umgedreht. Deutsch: „Tausend rote, tausend gelbe...“, niederländisch: Duizend gele, duizend rooie...